# Rajdowe Samochodowe Mistrzostwa Polski 1956
Ten artykuł dotyczy sezonu 1956 Rajdowych Samochodowych Mistrzostw Polski. W tym roku samochody startujące w RSMP podzielone były na dwie kategorie:
- Sportową – Kategoria S,
- Turystyczną – Kategoria T.

Samochody obu kategorii podzielone były na klasy:
- Klasa IX – pow. 2600 cm³,
- Klasa VIII – do 2600 cm³,
- Klasa VII – do 2000 cm³,
- Klasa VI – do 1600 cm³,
- Klasa V – do 1300 cm³,
- Klasa IV – do 1000 cm³,
- Klasa III – do 750 cm³.

## Kalendarz[1]
| Runda | Data         | Nazwa rajdu                                     | Raport |
| 1     | 11–12 lutego | 3. Zimowy Ogólnopolski Raid Samochodowy         | Wyniki |
| 2     | 26–27 maja   | Raid Samochodowy przez Ziemię Kielecką          | Wyniki |
| 3     | 1–7 sierpnia | 17. Ogólnopolski Raid Samochodowy               | Wyniki |
| 4     | 1–2 września | 6. Ogólnopolski Górski Raid Samochodowy w Wiśle | Wyniki |

## Klasyfikacja generalna kierowców[2][1]
Punkty do RSMP przyznawano za 6 pierwszych miejsc według systemu: 8-6-4-3-2-1. Do końcowej klasyfikacji sezonu zaliczano zawodnikom trzy z czterech najwyżej punktowanych rajdów. Wyniki pierwszych trzech kierowców w swojej klasie:
| Miejsce                | Kierowca             | Samochód          | Pkt |
| Klasa Turystyczna IX   |                      |                   |     |
| 1                      | Grzegorz Timoszek    | BMW               | 18  |
| 2                      | Kazimierz Tarczyński | BMW               | 14  |
| 3                      | Jan Sanecznik        | BMW               | 14  |
| Klasa Turystyczna VIII |                      |                   |     |
| 1                      | Marian Repeta        | Warszawa M 20     | 22  |
| 1                      | Stanisław Wierzba    | Warszawa M 20     | 22  |
| 3                      | Roman Karczewski     | Warszawa M 20     | 12  |
| Klasa Turystyczna VII  |                      |                   |     |
| 1                      | Edward Niziołek      | Citroen BL 11     | 22  |
| 2                      | Jerzy Nowosielski    | Citroen BL 11     | 18  |
| 3                      | Walerian Waryszewski | BMW 327           | 15  |
| Klasa Turystyczna VI   |                      |                   |     |
| 1                      | Jan Jagielski        | Opel Olympia      | 14  |
| 2                      | Maria Szmechta       | Mercedes-Benz 170 | 14  |
| 3                      | Władysław Paszkowski | Opel Olympia      | 9   |
| Klasa Turystyczna IV-V |                      |                   |     |
| 1                      | Janusz Solarski      | Skoda 1100        | 20  |
| 2                      | Janusz Luniak        | Fiat 1100         | 18  |
| 3                      | Erazm Gajewski       | Fiat 1100         | 11  |
| Klasa Turystyczna III  |                      |                   |     |
| 1                      | Stanisław Jabłoński  | DKW               | 22  |
| 2                      | Jerzy Opiela         | DKW               | 18  |
| 3                      | Stefan Goński        | DKW               | 18  |